# Nicaisolopha tridacnaeformis
Nicaisolopha tridacnaeformis is een tweekleppigensoort uit de familie van de Ostreidae. De wetenschappelijke naam van de soort is voor het eerst geldig gepubliceerd in 1927 door Cox.